# Горы-Мещерские
Горы-Мещерские — деревня в Лотошинском районе Московской области России.
Относится к Ошейкинскому сельскому поселению, до реформы 2006 года относилась к Ушаковскому сельскому округу. По данным Всероссийской переписи 2010 года численность постоянного населения деревни составила 3 человека (2 мужчин, 1 женщина).

## География
Расположена примерно в 7 км к юго-востоку от районного центра — посёлка городского типа Лотошино, на ответвлении от автодороги Р107 Клин — Лотошино. Южнее деревни находится исток реки Городни — нижнего притока Ламы. Ближайшие населённые пункты — деревни Орешково и Воробьёво.

## Исторические сведения
До 19 марта 1919 года входила в состав Кульпинской волости Волоколамского уезда Московской губернии, после чего была присоединена к Лотошинской волости. Прежнее название — Горы.
По сведениям 1859 года в деревне было 10 дворов, проживало 83 человека (40 мужчин и 43 женщины), по данным на 1890 год в деревне находилось земское училище, число душ составляло 42, по материалам Всесоюзной переписи населения 1926 года проживал 201 человек (103 мужчины, 98 женщин), насчитывалось 37 крестьянских хозяйств, имелась школа.

## Население
| 1852 | 1859 | 1926 | 2002 | 2006 | 2010 |
| ---- | ---- | ---- | ---- | ---- | ---- |
| 89   | ↘83  | ↗201 | ↘2   | →2   | ↗3   |